# Formostenus striatus
Formostenus striatus là một loài tò vò trong họ Ichneumonidae.